# Oak Grove (condado de Dodge, Wisconsin)
Oak Grove es un pueblo ubicado en el condado de Dodge en el estado estadounidense de Wisconsin. En el Censo de 2010 tenía una población de 1.080 habitantes y una densidad poblacional de 12,23 personas por km².

## Geografía
Oak Grove se encuentra ubicado en las coordenadas 43°25′40″N 88°44′8″O / 43.42778, -88.73556. Según la Oficina del Censo de los Estados Unidos, Oak Grove tiene una superficie total de 88.27 km², de la cual 87.41 km² corresponden a tierra firme y (0.98%) 0.87 km² es agua.

## Demografía
Según el censo de 2010, había 1.080 personas residiendo en Oak Grove. La densidad de población era de 12,23 hab./km². De los 1.080 habitantes, Oak Grove estaba compuesto por el 97.5% blancos, el 0.09% eran afroamericanos, el 0% eran amerindios, el 0.56% eran asiáticos, el 0% eran isleños del Pacífico, el 0.93% eran de otras razas y el 0.93% pertenecían a dos o más razas. Del total de la población el 3.7% eran hispanos o latinos de cualquier raza.